# Masłarewo
Masłarewo (bułg. Масларево) – wieś w Bułgarii, w obwodzie Wielkie Tyrnowo, w gminie Połski Trymbesz. W 2024 roku liczyła 406 mieszkańców.